# Francesc Juzgado i Mollá
Francesc Juzgado i Mollá (Barcelona, 14 de juny de 1956) és un polític català.
Va néixer a la ciutat de Barcelona, però als 10 mesos va anar a viure a Parets del Vallès, va ser segon tinent d'alcalde i regidor de l'àrea de Territori durant l'últim mandat de Sergi Mingote Moreno. Anteriorment va ser regidor de comunicació i medi ambient del 1999 al 2003, regidor d'urbanisme i Medi ambient del 1995 al 1999. Sempre com a militant del Partit dels Socialistes de Catalunya (PSC).
Va cursar estudis d'electrònica Industrial, de comptabilitat i finances.
Entre el 25 de maig de 2018 i 2019 fou l'alcalde de Parets del Vallès, després de la dimissió de Sergi Mingote.